# Karl X Gustafs mur

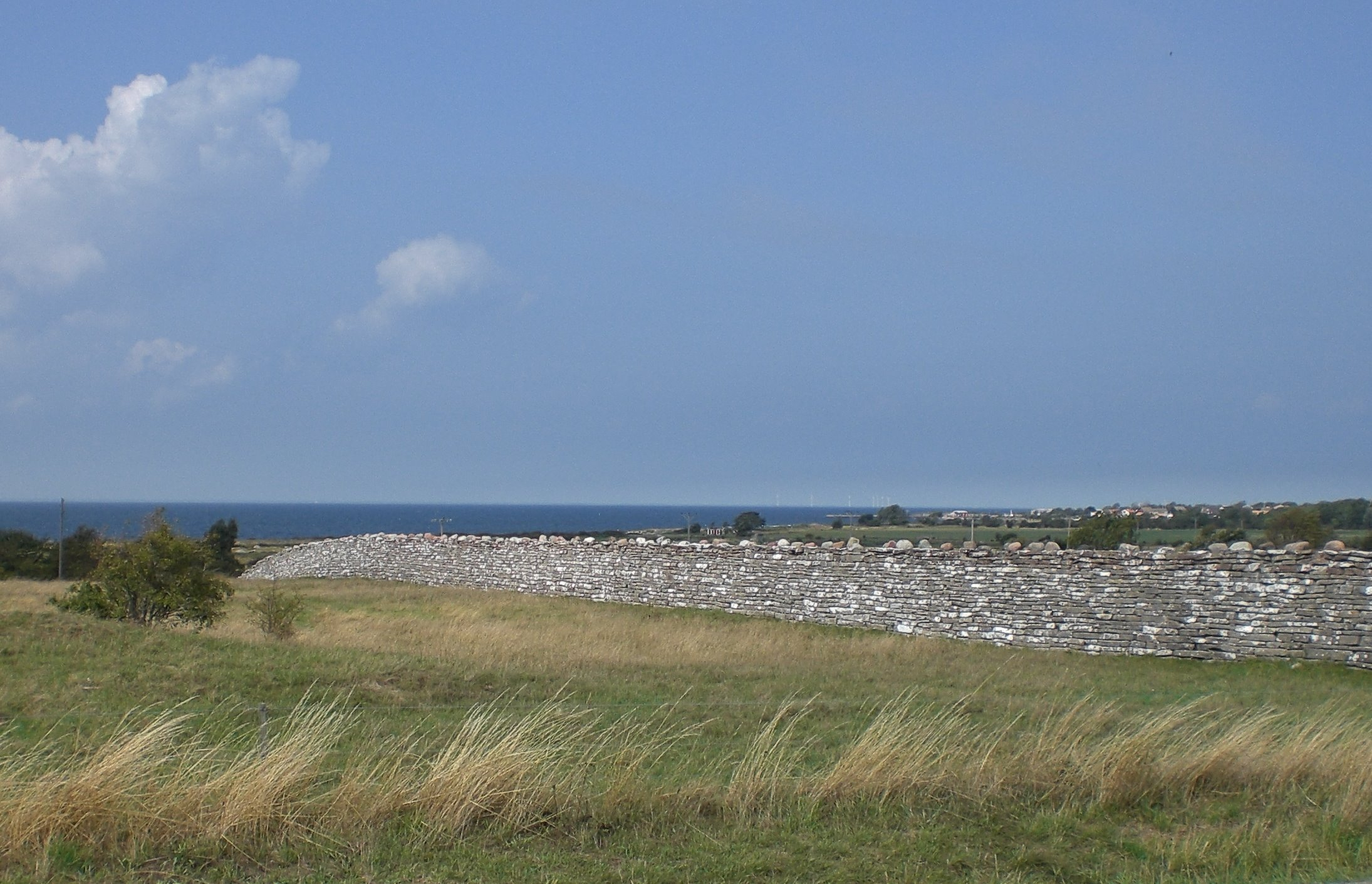
Karl X Gustafs mur – vor dem Kalmarsund

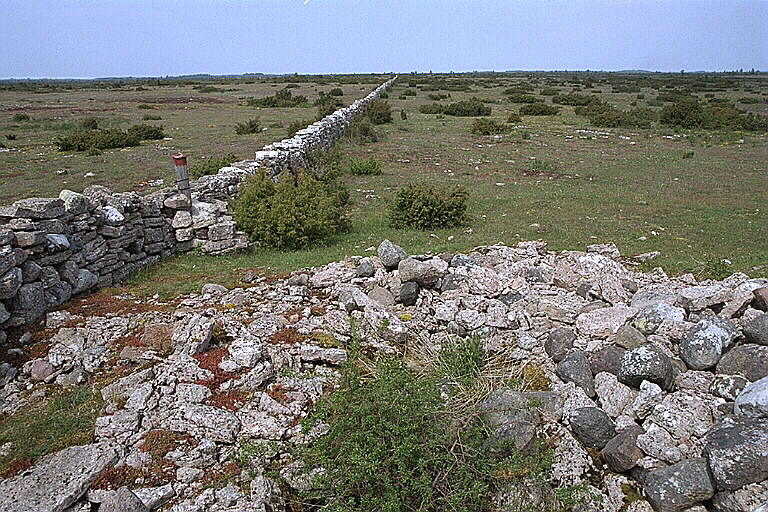
Röse Ammatornsröret an der Mauer

Die Karl X Gustafs mur (dt.: Mauer Karls X. Gustav) ist eine aus Kalkstein errichtete Mauer, die quer über das Südende der schwedischen Ostseeinsel Öland verläuft.
Die Mauer wurde 1653 errichtet und ist nach dem späteren schwedischen König Karl X. Gustav benannt. Sie zieht sich vom Ufer des Kalmarsunds, beginnend südlich von Grönhögen, in östlicher Richtung gerade über Öland, bis sie nach etwa fünf Kilometern das Ufer der Ostsee erreicht. Sie ist heute nur durch die Durchlässe für zwei Landstraßen unterbrochen, ansonsten aber erhalten.
Der Zweck der Mauer bestand darin, das im südlichen Teil der Insel gehaltene Rotwild im Bereich des Königsguts Ottenby zu halten, um so dem königlichen Jagdrevier einen hohen Wildbestand zu sichern. Darüber hinaus wird ihr auch die Funktion eines Prestigeobjekts im Sinne einer Demonstration königlicher Macht zugesprochen.
Eine ähnliche Mauer, die Jagdmauer, gab es auch an der Nordspitze Ölands.